# Кінопалац (кінотеатр, Київ)
Кінопалац — кінотеатр в центрі Києва, розташований на алеї Героїв Небесної Сотні, 1. Перший кінотеатр в мережі «Кінопалац». Кінотеатр запрацював у 1998 році, ставши одним з перших столичних кінотеатрів з сучасною технікою та дизайном. Кінотеатр має лише один зал на 122 місця. У 2008 році кінотеатр було реконструйовано, було замінено крісла й установлено цифровий проєктор «Barco» DP-2000 Dolby 3D kit із технологією «Dolby Digital Surround EX». Київський Кінопалац перестав працювати після Євромайдану, коли будівля кінотеатру була пошкоджена бійцями Внутрішніх Військ МВС під час одного з штурмів 18 лютого 2014 року.. Станом на 2016 рік будівля кінотеатру досі не відновлена і сам кінотеатр ще й досі не працює.

## Закриття у 2014
Кінопалац у Києві не працює з 18 лютого 2014 року. Оскільки будівля київського Кінопалацу знаходиться поряд із Жовтневим палацом, то під час сумнозвісних подій 18 лютого 2014 року сили внутрішніх військ, нападаючи на євромайданівців, котрі перебували в Жовтневому палаці, заодно увірвалися й до Кінопалацу і там все потрощили та вибили вікна й двері. Станом на 2016 рік будівля кінотеатру не відновлена і сам кінотеатр ще й досі не працює.